# تشارلز غاريت مالوني
تشارلز غاريت مالوني (بالإنجليزية: Charles Garrett Maloney)‏ هو قسيس أمريكي، ولد في 9 سبتمبر 1913، وتوفي في 30 أبريل 2006.